# Henri Théodore Pigozzi

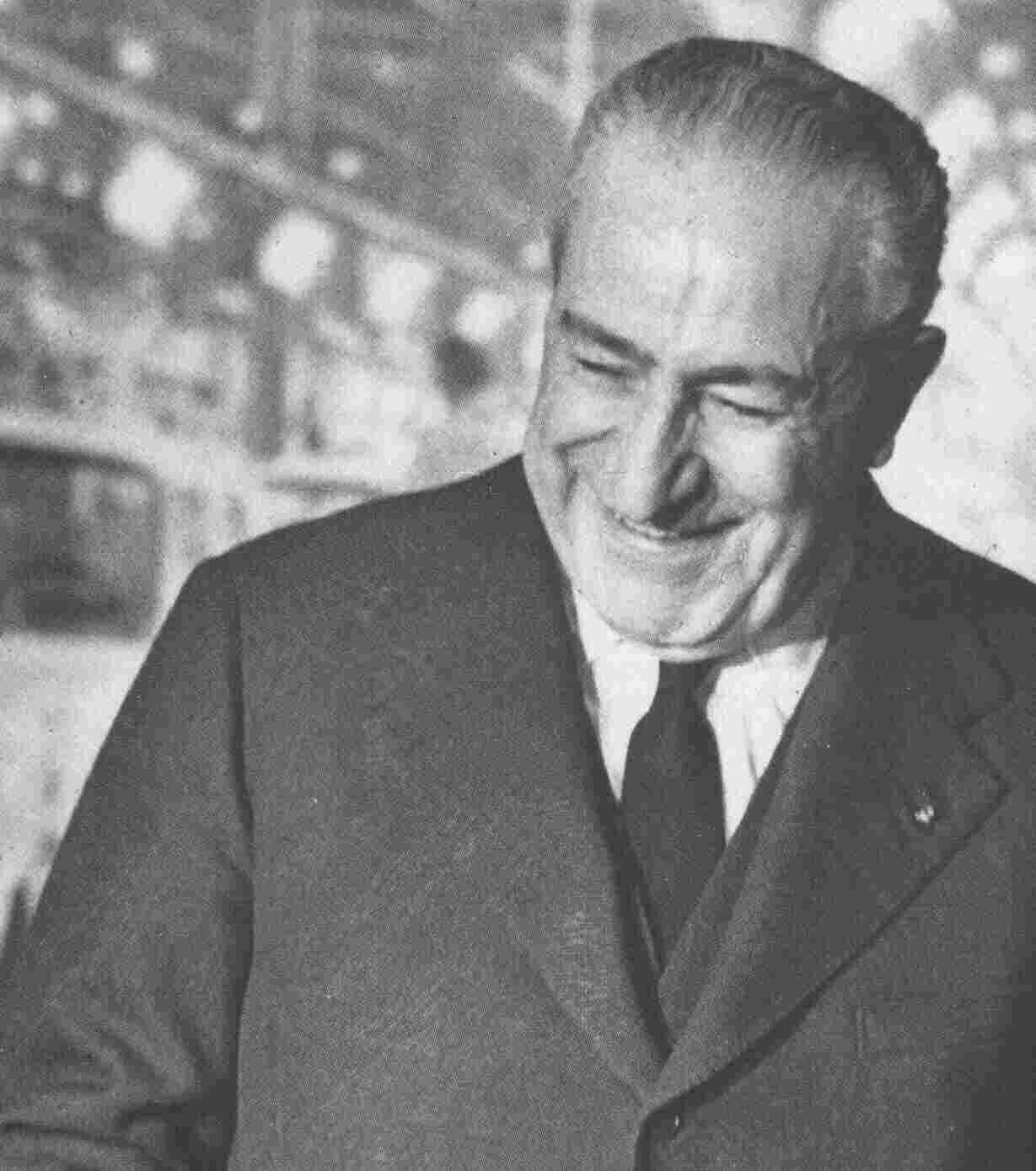

Henri Théodore Pigozzi (* 26. Juni 1898 in Turin, Italien; † 18. November 1964) war ein französisch-italienischer Kaufmann und Industrieller sowie Gründer des Automobilunternehmens SIMCA (Société Industrielle de Méchanique et de Carrosserie Automobile).

## Leben
Henri Théodore Pigozzi wurde in Turin als Enrico Teodoro Pigozzi geboren, sein Vater verschwand 1912 und hinterließ ihm die Verantwortung für seine Mutter und Schwester sowie für ein kleines Transportunternehmen. Zum Ende des Ersten Weltkriegs wurde er eingezogen und konnte erst wieder 1919 seinen Handel aufnehmen.
Er sicherte sich die Vertriebsrechte für englische und amerikanische Motorräder in der Region Piemont und verkaufte Motorräder aus alliierten Armeebeständen. Daneben arbeitete er von 1920 bis 1922 für eine Firma, die Kohle aus dem Saarland importierte. 1924 gründete er eine eigene Firma, die Schrott aus Frankreich importierte, der für die Stahlerzeugung im Piemont – und hier speziell für FIAT – benötigt wurde. Dadurch wurde Giovanni Agnelli auf ihn aufmerksam, der zu jener Zeit einen Generalvertreter für Frankreich suchte. Da Pigozzi sich bereits in der französischen Industrie auskannte, wurde er 1926 mit 28 Jahren der Generalvertreter für FIAT in Frankreich.
Auf Wunsch von FIAT und mit Billigung der französischen Regierung gründete er 1927 die SAFAF (Société Anonyme Française des Automobiles Fiat), die zunächst Fahrzeuge aus Italien importierte. Drei Jahre später machte die Erhöhung der Importzölle die Einfuhr der Fahrzeuge praktisch unmöglich, weshalb Pigozzi die ehemalige Werkstatt der Brüder Manessius in Levallois erwarb, um hier den FIAT Balilla als „6 CV Fiat Française“ aus importierten und in Frankreich hergestellten Teilen zu montieren, und als französisches Produkt zu verkaufen.
Ende 1934 sah er auf der Straße in Paris St. Germain ein Plakat, das die stillgelegte Automobilfabrik Donnet-Zedel in Nanterre zum Kauf anbot und erwarb sie für 8.050.000 Franc. Am 2. November 1934 wurde die Société Industrielle de Mécanique et de Carrosserie Automobile  (Simca) gegründet, an der FIAT zum großen Teil beteiligt war. Die erworbene Fabrik wurde in Rekordzeit modernisiert und bereits im Frühjahr 1935 liefen die ersten 6 CV in Nanterre vom Band. Die Marke wurde ein großer Erfolg, besonders mit der Produktion des Simca 5 ab 1936, einem Lizenzbau des Fiat 500 Topolino. Unter Pigozzis Regie wurde die Fabrik in Nanterre zu einer der modernsten Automobilfabriken dieser Zeit.
1954 übernahm Simca von der Ford Société Anonyme France (Ford SAF) das Automobilwerk Poissy bei Paris und baute dieses bis 1957 zur damals modernsten Automobilfabrik in Europa um. 1960 wurde Simca in zwei Firmen aufgeteilt, die Simca Automobiles S.A. (für Automobilprodukte) und Simca Industries S.A. (für nicht-Automobilprodukte).
Ab den späten 1950er Jahren verhandelte Pigozzi mit Chrysler über die Erweiterung der Beteiligung an Simca, was aber vom französischen Staat nicht gern gesehen war. Es passte nicht in eine Zeit, in der Frankreich die NATO verließ, dass ein internationales amerikanisches Unternehmen eine florierende französische Firma übernahm. Am 5. Oktober 1962 begrüßte ihn de Gaulle auf dem Pariser Automobilsalon mit den Worten Bonjour, Mister Pigozzi… und machte dadurch die Verhandlungen mit Chrysler publik. Bis 1971 vergrößerte Chrysler seinen Anteil an Simca auf knapp 100 %.
Er blieb bis 1963 Präsident von Simca und wurde von den Amerikanern entmachtet, als sie feststellten, dass die Transaktion nicht die „Simca Industries S.A.“ umfasste, die wichtige Markenrechte für die „Simca Automobiles S.A.“ hielt. Am 30. Mai übernahm Georges Héreil, der von Sud Aviation kam, die Leitung von Simca.
Am 18. November 1964, fast auf den Tag genau 30 Jahre nach der Gründung von Simca, starb Pigozzi unerwartet. Zeit seines Lebens hatte er sein Privatleben von der Öffentlichkeit abgeschirmt. Am 21. November versammelte sich die Automobilwelt in der Kirche Saint-Pierre de Neuilly um Pigozzi zu verabschieden. Die Grabrede hielt u. a. Umberto Agnelli. Pigozzi wurde am 23. November in Turin begraben.